# Rychnov (Verneřice)
Rychnov (Reichen)j e vesnice, část města Verneřice v okrese Děčín. Nachází se asi 3,5 km na severozápad od Verneřic. Je zde evidováno 89 adres. V roce 2011 zde trvale žilo 76 obyvatel.
Rychnov leží v katastrálním území Rychnov u Verneřic o rozloze 6,86 km².

## Historie
První písemná zmínka o vesnici pochází z roku 1352.

## Obyvatelstvo
Při sčítání lidu v roce 1921 zde žilo 854 obyvatel (z toho 394 mužů), z nichž bylo 852 německé a dva československé národnosti. Kromě jednoho evangelíka a třinácti lidí bez vyznání se všichni hlásili k římskokatolické církvi. Podle sčítání lidu z roku 1930 měla vesnice 817 obyvatel: 812 Němců, dva Čechoslováky a tři cizince. S výjimkou tří evangelíků a 32 lidí bez vyznání byli římskými katolíky.
|                                                                                            | 1869 | 1880 | 1890 | 1900 | 1910 | 1921 | 1930 | 1950 | 1961 | 1970 | 1980 | 1991 | 2001 | 2011 |
| ------------------------------------------------------------------------------------------ | ---- | ---- | ---- | ---- | ---- | ---- | ---- | ---- | ---- | ---- | ---- | ---- | ---- | ---- |
| Obyvatelé                                                                                  | 1106 | 1036 | 1001 | 958  | 981  | 854  | 817  | 164  | 178  | 99   | 71   | 74   | 69   | 76   |
| Domy                                                                                       | 189  | 182  | 189  | 185  | 185  | 185  | 183  | 105  | 45   | 21   | 18   | 47   | 48   | 57   |
| Tabulka zahrnuje údaje samotu Malé Stínky a počet domů z roku 1961 obsahuje domy Rytířova. |      |      |      |      |      |      |      |      |      |      |      |      |      |      |

## Památky
- barokní kostel svatého Bartoloměje z roku 1713 zbořen v roce 1975
- fara
- v polích na jih od obce výklenková kaplička